# Балка Липова
Ба́лка Ли́пова — ботанічний заказник місцевого значення в Україні. Об'єкт природно-заповідного фонду Дніпропетровської області. 
Розташований у межах Дніпровського району Дніпропетровської області, на схід від села Василівка. 
Площа 3,1 га. Статус надано згідно з рішенням облвиконкому від 22.06.1972 року № 391. Перебуває у віданні навчально-дослідного господарства «Самарський». 
Статус надано для збереження типових степових ділянок. Зростають дубові гайки з берестом та кленом польовим. У межах заказника виявлено 3 види рідкісних рослин та 30 видів рідкісних тварин.